# Verrallina cretata
Verrallina cretata är en tvåvingeart som först beskrevs av Mercedes Delfinado 1967.  Verrallina cretata ingår i släktet Verrallina och familjen stickmyggor. Inga underarter finns listade i Catalogue of Life.